# 鑑識特捜班・九条礼子〜骨を知る女〜
『鑑識特捜班・九条礼子〜骨を知る女〜』（かんしきとくそうはん・くじょうれいこ ほねをしるおんな）は、2012年から2014年までテレビ東京・BSジャパン共同制作「水曜ミステリー9」で放送されたテレビドラマシリーズ。全3回。主演は渡辺えり。

## 登場人物

### 鑑識特捜班
遺留品捜査などの鑑識活動や聞き込み捜査も行う警視庁内に新設されたチーム
九条礼子
演 - 渡辺えり（5歳：栗本有規〈第1作・第2作〉）
班長。医師免許を持っている。父は礼子が18歳のとき暴力団員に殺害され、母は幼少期に病気で死亡。25歳で結婚したが夫が看護師と不倫したため8か月で離婚。
不良少女だった過去があり、今でも口が悪くなることがあり腕っぷしも立つ。
霧島まどか
演 - 安達祐実
刑事。礼子の部下。FBIで科学捜査とプロファイリングを学んだ。そのためか礼子を軽んじている節があり事あるごとに口答えをするが、その度にさらりとかわされている。
韮沢晃一
演 - 石原良純
医師。大学病院から出向してきている。独身。

### 警視庁
和泉義仁
演 - 蛭子能収（第2作・第3作）
警視庁副総監。鑑識特捜班を設置した人物。
溝口次郎
演 - 松澤一之
警視庁捜査一課係長。鑑識特捜班をうっとうしく思っているため礼子に文句を言うが、そのたび顎を外され黙らされる。

### その他
九条
演 - 中村嘉夫
礼子の亡き父。九条接骨院の元院長。妻を亡くしてからは男手ひとつで礼子を育てる。

### ゲスト
第1作「顔を売った殺人者！骨のスペシャリストが暴く巨額サギ事件！消えた10億円を追え」（2012年）
- 神倉勇蔵（民自党 代議士） - 佐戸井けん太
- 浅井奈々緒（東和生命 社員） - 佐藤仁美
- 沼田敏夫（人材派遣業「パーソナルカンパニー」副社長） - 神尾佑
- 斉藤（グローバルビューティークリニック 医師） - 井上高志
- 香坂（神倉の秘書） - 地曵豪
- 八木田実（本名「犬養弘之」・パーソナルカンパニー 元社長） - 内野智（整形前：徳永和久）
- 佐伯治（詐欺事件の被害者の会 元代表） - 左とん平
- 八木田のアパート管理人 - 浅見小四郎
- 中西咲子（陽介の妻） - 渡辺杉枝
- 中西陽介（ビル警備員・7年前死亡） - 中脇樹人
- 中西駿介（陽介と咲子の息子） - 竹内友哉
- 春子（東和生命 定年退職者） - 品川恵子
- 福田（東和生命 社員） - 稲葉大助
- 記者 - 川崎侑芽子
- 犬養律子（パーソナルカンパニー 社長・弘之の妻） - 高橋ひとみ

第2作「凶器消滅！遺骨なき連続殺人 巨大病院の深い暗闇…4件の完全犯罪に絡むミスターXのありえない正体！」（2012年）
- 猿又浩介（警視庁捜査一課 刑事） - 鈴木裕樹
- 真野渡（静子の父） - 篠田三郎
- 真野静子（東都中央病院 元看護師・4年前死亡） - 佐藤寛子
- 鳥居住江（東都中央病院 看護師） - 大竹一重
- 二ノ宮遼（二ノ宮クリニック 院長） - 乃木涼介
- 松田慎吾（無職） - 小林竜樹（幼少期：多田きらり）
- 桂木丈（若松組 若頭） - 安藤彰則
- 野村優斗（弁護士） - 岡田卓也
- 大岩章吾（フリーライター） - とむ畑中
- 廃棄物処理センターの警備員 - 醍醐直弘
- 松田（松田の母） - 木村智早
- 記者 - 奥充弘
- アナウンサー - 早川亜希
- 鈴木（二ノ宮クリニック 看護師） - 山田真由子
- 塚本公平（東都中央病院 事務長） - 梶原善
- 杉浦章一郎（東都中央病院 院長） - 梨本謙次郎

第3作「殺害現場に残された“甘い微粒子”が暴く巨悪の闇！3つの殺人連鎖とナゾの復讐劇」（2014年）
- 真嶋里子（明日香の母） - 山下容莉枝
- 重盛祐介（組織犯罪対策部 刑事） - 萩野崇
- 角倉茂文（消費者金融「ライフマネー」社長） - 春海四方
- 西岡隆行（西岡コンサルティング 所長） - 佐藤一平
- 内田輝（笹川インキ 元従業員） - 中山卓也
- 盗撮犯 - ひぐち君
- 笹川実（笹川インキ 社長） - 藤田宗久
- 菊田真人（若松組 構成員） - 加藤マサキ
- 真嶋明日香（日報新聞生活部 元記者・1年前 ひき逃げで死亡） - 大塚加奈子
- 笹川インキの近所の主婦 - 佑希梨奈
- 猿田修（警視庁捜査一課 刑事） - 久保山知洋
- 日報新聞 編集長 - 友寄
- 水村瑞穂（ライフマネー蒲田支店 社員） - 山田真由子
- 笹川美奈子（笹川の妻） - 仁科亜季子
- 若松組 構成員 - 井上雅稀、玉寄兼一郎
- 若松登司三（若松組 会長） - 倉石功
- 有働公平（組織犯罪対策部 主任） - 村田雄浩

## スタッフ
- 脚本 - いとう斗士八、岩村匡子
- 演出 - 鶴巻日出雄
- 技術協力 - バスク
- 美術協力 - フジアール
- チーフプロデューサー - 小川治（テレビ東京）
- プロデューサー - 岡部紳二（テレビ東京）、森川真行・石塚清和（ファイン）
- 製作 - テレビ東京、BSジャパン、ファインエンターテイメント

## 放送日程
| 話数 | 放送日         | サブタイトル                                                                                 | 脚本         | 視聴率 |
| ---- | -------------- | -------------------------------------------------------------------------------------------- | ------------ | ------ |
| 1    | 2012年02月22日 | 顔を売った殺人者！ 骨のスペシャリストが暴く巨額サギ事件！消えた10億円を追え                  | いとう斗士八 | 9.3%   |
| 2    | 10月03日       | 凶器消滅！遺骨なき連続殺人 巨大病院の深い暗闇…4件の完全犯罪に絡むミスターXのありえない正体！ | 岩村匡子     | 8.7%   |
| 3    | 2014年04月16日 | 殺害現場に残された“甘い微粒子”が暴く巨悪の闇！3つの殺人連鎖とナゾの復讐劇                    | 岩村匡子     | 7.6%   |

- 視聴率はビデオリサーチ調べ、関東地区・世帯